# Conus virago
Conus virago é uma espécie de gastrópode do gênero Conus, pertencente a família Conidae.